# Сантьяго-де-Уари
Сантья́го-де-Уа́ри (исп. Santiago de Huari, кечуа Santiago Wari) — город на западе центральной части Боливии. Административный центр провинции Себастьян-Пагадор в департаменте Оруро.

## География
Расположен в 139 км к югу от города Оруро, на высоте 3742 м над уровнем моря, в устье реки Асанакес, вблизи озера Поопо.

## Климат
Климат города — довольно холодный и засушливый. Среднегодовая температура составляет около 9°С, меняется от 5 (в июне и июле) до 11°С (с ноября по март). Годовое количество осадков — около 300 мм, ярко выраженный сухой сезон — с апреля по октябрь, наиболее дождливый месяц — январь.

## Население
Население по данным переписи 2001 года составляло 2999 человек; по данным на 2010 год оно составляет 3695 человек .